# 芜湖长江大桥
芜湖长江大桥是一座公铁两用特大型桥梁，位于中华人民共和国安徽省芜湖市城区与无为市之间，跨越长江主航道，为芜合高速公路和淮南铁路的组成部分。大桥铁路桥全长10,616.55米，采用I级双线设计；公路桥全长6,078.40米，设计为双向四车道，桥面宽18米，两侧各设1.5米人行道。主桥采用连续钢桁梁结构，主跨312米，桥型为低塔斜拉桥，建成时属于低塔公铁两用斜拉桥中跨度较大的类型。工程建设期间首次采用中国国产低碳中强钢，以提升焊接性能和低温韧性，同时应用了双向对称悬臂架设、斜拉索张拉、桥面板湿接缝等多项先进技术，累计实现桥梁工程领域14项技术创新。大桥通车后显著改善了芜湖地区铁路与公路跨长江通行交通条件，减少了对轮渡运输的依赖。该桥分别是二五、九五期间的重点交通建设项目，曾荣获“茅以升桥梁大奖”:406、中国建设工程鲁班奖:136、2003年度詹天佑土木工程大奖:27、首届全国十大建设科技成就榜:353等奖项。
芜湖长江大桥的建设构想可追溯至1917年孙中山在《实业计划》中的相关提议。1950年代，该项目被列入中华人民共和国“第一个五年计划”的重点铁路桥工程之一，后因受三年困难时期的影响而暂停。1992年，该项目获中华人民共和国国务院批准重新立项，1997年正式开工建设，2000年9月30日建成通车。2022年，大桥由于结构老化而启动大修工程，并于2023年5月完工，并恢复双向通行。此外，大桥的建设还促成了芜湖长江大桥综合经济开发区的设立。该开发区于2001年底被认定为省级开发区，规划以旅游、商贸和高新技术产业为主要发展方向，区内设有芜湖方特欢乐世界、汉爵阳明大酒店、芜湖科技馆等设施。

## 结构与特点
芜湖长江大桥位于安徽省芜湖市广福矶矶头下游约650米、朱家桥外贸码头上游约500米处，对岸为无为市唐家湾。桥位段长江自南向北流，芜湖市位于东岸，无为市位于西岸:23。作为一座特大型的公铁两用桥，芜湖长江大桥的铁路桥全长10,616.55米，为I级双线设计；公路桥全长6,078.40米，采用双向四车道，桥面宽度18米，两侧各设1.5米人行道。跨江正桥长2,193.7米。其工程量相当于武汉长江大桥和南京长江大桥两座大桥的总和:32。
芜湖长江大桥采用连续钢桁梁结构，主跨长度为312米，桥型为矮塔斜拉桥，曾属于当时世界跨度较大的低塔公铁两用斜拉桥之一。大桥正桥钢梁首次使用了中国研制的低碳中强钢，该材料在焊接性能和综合力学性能方面具备较好表现，特别是在低温冲击韧性方面有明显提升，技术指标接近国际同类材料水平。钢梁连接采用直径为30毫米的高强度螺栓，制造与安装工艺要求较高，在当时国内同类型桥梁中具有一定技术代表性。在施工技术方面，其正桥钢梁采取双向对称悬臂架设方式，并同步预制安装公路混凝土桥面板。桥面板通过湿接缝和剪力钉与钢主梁结合，待结构强度达到设计要求后再进行斜拉索张拉。该类施工工艺在当时国内桥梁建设中相对先进，反映了当时桥梁工程在设计与施工方面的一定技术水平:36。据《中华建筑报》报道，芜湖长江大桥在建设过程中共实现了14项国内桥梁工程技术方面的突破或首次应用:1。

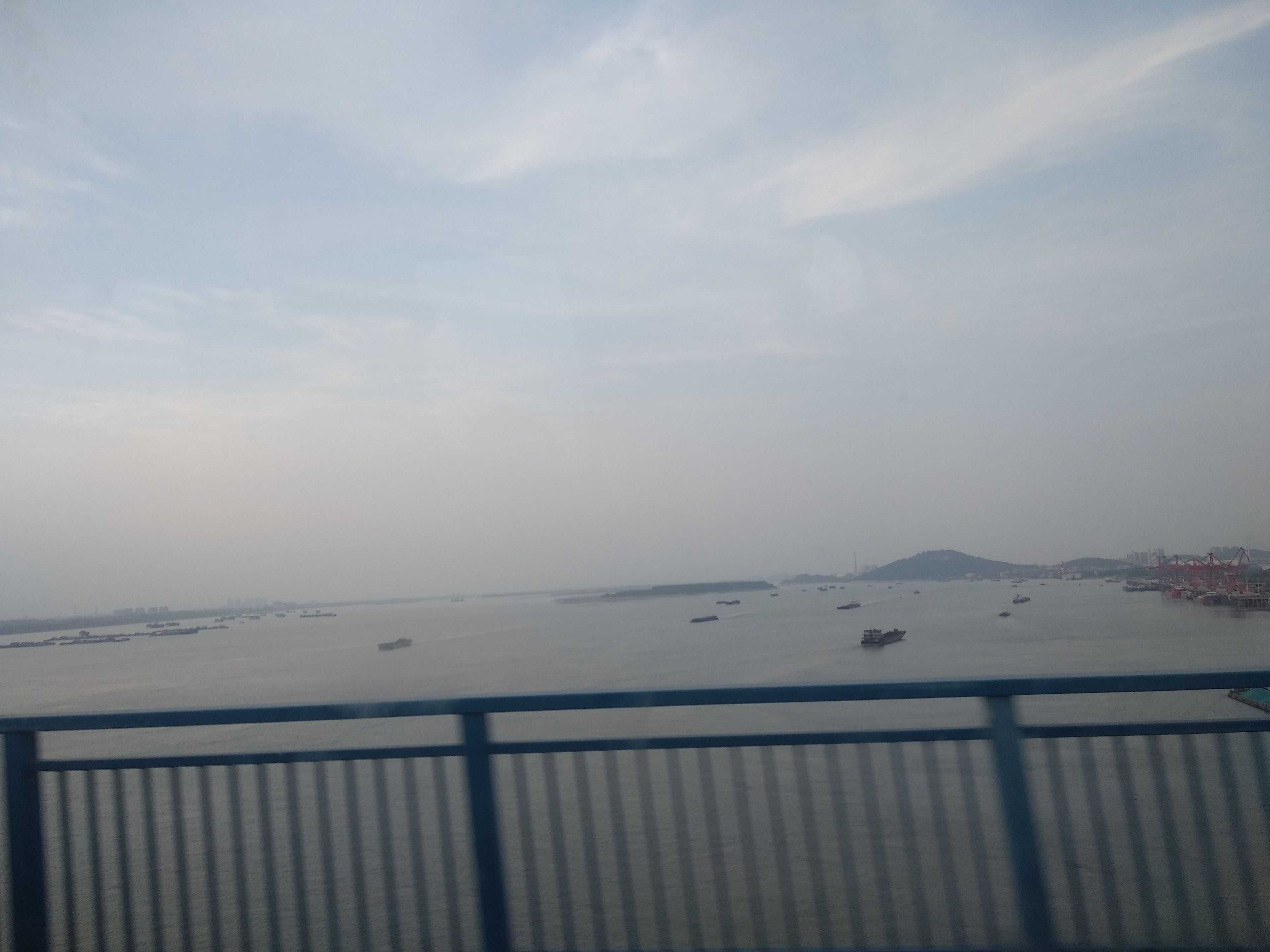
从芜湖长江大桥上眺望看到的景色，远处是四褐山

## 建设历程

### 建设背景
早在1917年，孙中山在《实业计划》中就提出了建设芜湖长江大桥的构想:35。中华人民共和国成立初期，芜湖长江大桥的建设重新被提出，并被列入中央政府制定的“一五”计划，成为当时优先建设的三座铁路大桥之一（另两座为武汉长江大桥和南京长江大桥）。又在随后实施的“二五”计划中被正式列为重点交通建设项目。1958年底，芜湖长江大桥建设委员会宣告成立，由中共安徽省委的主要负责领导担任建桥总指挥。翌年，大桥的初步设计工作完成，曾参与建设武汉长江大桥的中国人民解放军铁道兵部队及相关设备也自武汉调往芜湖，准备投入新一轮建设。然而，受三年困难时期的影响，芜湖长江大桥项目被迫长期搁置:5。进入改革开放时期，由于长江阻隔，芜湖市铁路与公路的客货运输仍高度依赖轮渡过江，其中汽车轮渡日均达259航次，与长江航道上每日1200至1600航次的船舶交织运行，严重影响了航道的安全与通畅。因此，芜湖长江大桥的建设再次被提上日程，其重要性与紧迫性也愈加凸显:149。

### 建设前期工作
1992年7月24日，芜湖长江大桥的建设项目获得中华人民共和国国务院批准，由中华人民共和国国家计划委员会正式立项:149。此后，中国国际工程咨询公司于1993年10月组织多方专家赴现场进行调研和评估，并通过了《芜湖长江公铁两用桥可行性研究报告》。根据评估结果，国家计委于1994年2月向国务院上报了《关于审批芜湖长江大桥可行性研究报告的请示》。同年9月，国务院总理办公会议原则同意该报告，标志着项目向前推进的重要一步:176。

### 开工与通车
随着前期工作的不断推进，芜湖长江大桥的可行性研究报告于1995年10月12日正式获批，标志着工程进入实质性建设阶段:248。次年12月20日，大桥10号墩钢围堰顺利浮运下水，工程由此正式转入施工阶段:266。在各项准备工作持续推进的基础上，1997年3月22日，芜湖长江大桥举行了隆重的开工典礼，时任中共中央政治局委员、国务院副总理邹家华亲临现场，宣布工程正式开工，并明确提出大桥应于2000年建成通车的目标:286。此后，项目建设稳步推进：2000年5月，大桥正桥实现零误差成功对接合拢；7月实现公路桥全线贯通；8月实现铁路桥铁轨的完全铺设；9月，铁道部专家组对工程进行了验收。最终，芜湖长江大桥于2000年9月30日顺利建成通车，实现了既定建设目标:23。

### 改造工程
芜湖长江大桥自通车起二十余年来，因长期超负荷运行，桥梁已出现较为明显的病害。为保障行车安全和桥梁使用寿命，自2022年7月15日起，大桥启动首次升级改造工程，施工期间采取“半幅封闭、半幅单向通行”的交通组织方式。此次改造涵盖主体结构维修、支座更换、桥面升级、供配电及照明系统改造、新增信息化设施以及排水等附属系统的更新，总投资约为4.04亿元。至2023年5月28日，大桥全面恢复双向通行，标志改造任务已彻底完成。

## 关联项目

### 芜湖长江大桥综合经济开发区
芜湖长江大桥综合经济开发区在芜湖长江大桥建设期间设立，并于2001年底获批为省级开发区。该开发区的功能定位为以旅游业为主导，集商贸、居住和高新技术产业于一体的综合性经济开发区:162。2017年，园区新签约项目10个，新开工建设项目5个，完成投资5.68亿元人民币；新投产项目7个，实现营业收入2.87亿元:89。开发区内设有国家4A级旅游景区芜湖方特欢乐世界，以及汉爵阳明大酒店、芜湖科技馆等主要旅游设施。园区总体规划用地面积约133万平方米，涵盖动漫产品生产基地、游戏电影基地等相关产业功能区:552。

## 外部連結
维基共享资源上的相關多媒體資源：芜湖长江大桥